# Úbeda
Úbeda település Spanyolországban, Jaén tartományban. Úbeda Baeza, Torreperogil, Sabiote, Rus, Vilches, Arquillos, Navas de San Juan, Cazorla, Peal de Becerro, Quesada, Cabra del Santo Cristo, Jódar, Villacarrillo és Santo Tomé községekkel határos. Lakosainak száma 33 674 fő (2024).

## Népesség
A település népessége az elmúlt években az alábbi módon változott:
| Lakosok száma | 32 086 | 32 456 | 33 511 | 34 347 | 36 025 | 35 784 | 35 930 | 34 602 | 34 208 | 33 674 |
|               | 1996   | 2000   | 2004   | 2007   | 2010   | 2012   | 2015   | 2018   | 2021   | 2024   |